# Pfennigklee
Der Pfennigklee (Hymenocarpos circinnatus), genauer Gewöhnlicher Pfennigklee genannt, ist eine Pflanzenart aus der Gattung Hymenocarpos in der Unterfamilie der Schmetterlingsblütler (Faboideae) innerhalb der Familie der Hülsenfrüchtler (Fabaceae).

## Beschreibung

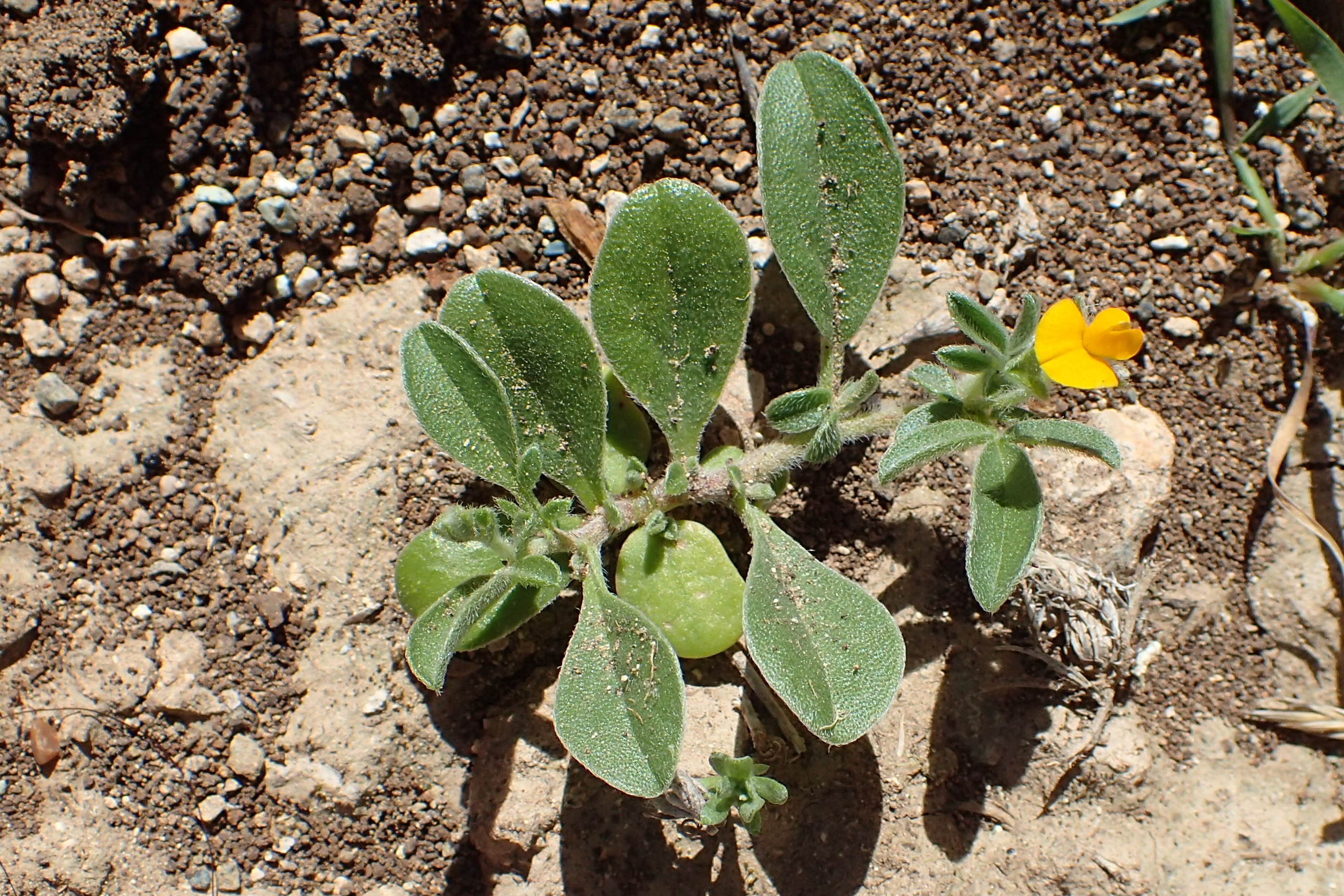
Habitus, Laubblätter und Blüte

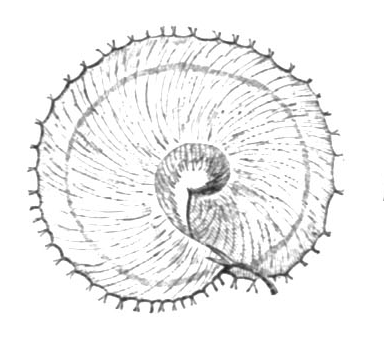
Abbildung der Frucht

### Vegetative Merkmale
Der Pfennigklee ist eine einjährige krautige Pflanze, die Wuchshöhen von meist 35 bis 50 (10 bis 60) Zentimetern erreicht. Der liegende und an seiner Basis verzweigte Stängel ist abstehend weiß bis weißlich-grün fein behaart und er ist bei einem Durchmesser von 1,9 bis 2 Millimetern im Querschnitt kreisförmig.
Die zwei unteren Laubblätter sind wechselständig, 1,5 bis 2 Zentimeter lang gestielt und ungeteilt; ihre Blattspreite ist bei einer Länge von 4 bis 5,2 Zentimetern sowie einer Breite von 1,4 bis 1,7 Zentimetern verkehrt-eiförmig mit spitz-gerundetem oberen Ende und glattem Rand. Die oberen Laubblätter sind sitzend und unpaarig gefiedert mit ein bis drei Fiederpaaren und einer viel größeren Endfieder. Die einfachen Blätter bzw. die sitzenden Blättchen sind ganzrandig und mehr oder weniger weißlich behaart. Es sind keine Nebenblätter vorhanden.

### Generative Merkmale
Die Blütezeit reicht von März bis Mai. Über einem Blütenstandsschaft stehen über je einem Deckblatt zwei bis vier, selten bis zu acht sehr kurz (0,5 bis 1 Millimeter) gestielte Blüten in einem köpfchenförmigen oder doldigen Blütenstand. Das Tragblatt ist einfach, bei einer Länge von 8,5 bis 14 Millimetern sowie einer Breite von 4 bis 7 Millimetern elliptisch, ganzrandig und auf beiden Flächen weißlich-grün fein behaart.
Die zwittrige Blüte ist bei einer Länge von 5 bis 7 Millimetern zygomorph und fünfzählig mit doppelter Blütenhülle. Die fünf haltbaren Kelchblätter sind zu einem becherförmigen und behaarten Kelch verwachsen, der in fünf mehr oder weniger gleichen, 3 bis 3,5 Millimeter langen, pfriemlichen Zipfeln endet; die Kelchzähne sind viel länger als die Kelchröhre. Die fünf Kronblätter stehen in der typischen Form einer Schmetterlingsblüte zusammen. Die gelb-orangefarbene Fahne besitzt eine bei einer Länge von 4 bis 4,5 Millimetern sowie einer Breite von 3,5 bis 4 Millimetern kreisförmige, ganzrandige Platte und einen 0,5 bis 1 Millimeter langen, kahlen Nagel. Die gelben Flügel gliedern sich bei einer Länge von 4 bis 4,5 Millimetern sowie einer Breite von 1,5 bis 2 Millimetern längliche mit gerundetem oberen Ende, ganzrandige Platte, einen 1 bis 1,2 Millimeter langen Nagel und 0,4 bis 0,6 Millimeter lange Öhrchen mit gerundetem oberen Ende. Die Flügel sind länger als das Schiffchen. Das leuchtend gelbe Schiffchen gliedert sich in eine bei einer Länge von 4,5 bis 6 Millimetern sowie einer Breite von 1,5 bis 2 Millimetern gerade endende Platte einen 1 bis 1,5 Millimeter langen Nagel und einen stumpfen Schnabel. Bei den zehn diadelphischen Staubblättern ist eines frei und die anderen neun verwachsenen sind ungleich lang, vier sind kürzer wie die anderen fünf. Beim freien Staubblatt ist der Staubfaden 3,5 bis 4 Millimeter lang. Von den verwachsenen Staubblättern ist bei fünf der freie Teil des Staubfadens 3 bis 3,5 Millimeter lang und bei den vier kürzeren ist der freie Teil des Staubfadens 2 bis 2,5 Millimeter lang. Die Staubbeutel sind gleich. Das einzige Fruchtblatt ist bei einer Länge von 1,2 bis 1,5 Millimetern sowie einer Breite von etwa 0,5 Millimetern schmal-länglich und fein flaumig behaart. Der Griffel ist 4 bis 4,5 Millimeter lang mit dünnem unteren Ende. Die Narbe ist ellipsoid.
Auf der Frucht ist der haltbare, flache Kelch vorhanden. Die etwas angedrückt behaarte und bei Reife schwärzlich-braune bis hell-braune Hülsenfrucht ist mit einer Länge von 1,2 bis 1,8 Millimetern sowie einem Durchmesser von 1 bis 1,6, selten bis zu 2,5 Zentimetern relativ klein und rundlich-nierenförmig und hat einen häutig geflügelten, oft unregelmäßig gezähnten Rand. Die Hülsenfrucht öffnet sich nicht und enthält nur zwei Samen. Die gelblich-cremefarbenen bis hell-braunen Samen sind bei einer Länge von 3 bis 3,5 Millimetern sowie einem Durchmesser von 2 bis 2,5 Millimetern nierenförmig. Die Samen besitzen gerundete Pole und ein seitliches schwärzlich-braunes Hilum.

### Chromosomensatz
Die Chromosomenzahl beträgt 2n = 16.

## Vorkommen
Der Pfennigklee kommt in Südeuropa, in Nordafrika, in Westasien und auf der Arabischen Halbinsel vor. Es gibt Fundortangaben für das südöstliche Frankreich, Korsika, Sardinien, Sizilien, Italien, das frühere Jugoslawien, Albanien, Bulgarien, Griechenland, Kreta, Zypern, die Türkei, den südlichen Iran, Irak, Israel, Jordanien, Libanon, Syrien, das nördliche Algerien, nördliche Ägypten, nördliche Libyen, Tunesien, Kuwait und das nördliche Saudi-Arabien.
Der Pfennigklee wächst in Brachland und in Grasfluren.

## Systematik
Die Erstveröffentlichung erfolgte 1753 unter dem Namen (Basionym) Medicago circinnata durch Carl von Linné in Species Plantarum, Band 2 Seite 778. Die Neukombination mit der Schreibweise „Hymenocarpos circinnata“ wurde 1798 durch Gaetano Savi in Flora Pisana, Band 2, S. 205 veröffentlicht. Die Gattung Hymenocarpos wurde von ihm neu aufgestellt, weil die Frucht nicht wie bei der Gattung Medicago schneckenförmig eingerollt ist und keine Nebenblätter ausgebildet sind. Eine Regelung im Internationalen Code der Nomenklatur für Algen, Pilze und Pflanzen legt für auf „-carpus“ und „-carpos“ endende Gattungsnamen maskulines Geschlecht fest. Die gültige Schreibweise ist somit Hymenocarpos circinnatus (L.) Savi. Weitere Synonyme für Hymenocarpos circinnatus (L.) Savi, die auf dem gleichen Typus basieren, sind Cornicina circinnata (L.) Boiss., Anthyllis circinnata (L.) D.D.Sokoloff. Hymenocarpos nummularius (DC.) G.Don, Medicago nummularia DC. und Medica hispanica Mill sind Synonyme, die einen anderen Typusmaterial als Grundlage haben.
Die Art Hymenocarpos circinnatus gehört zur artenarmen Gattung Hymenocarpos aus der Subtribus Anthyllidinae der Tribus Loteae in der Unterfamilie Faboideae innerhalb der Familie Fabaceae.